# Клубный чемпионат Франции по теннису среди женщин 2011
Клубный чемпионат Франции по теннису среди женщин 2011 (оно же — Женский премьер-дивизион) — традиционный показательный теннисный турнир, проводящийся в конце года во Франции.
Турнир проводится в два раунда — сначала команды разбиваются на две группы, играя каждая с каждой в один круг, а затем проводят по одной решающей встречи: лидеры групп — за чемпионский титул; пара аутсайдеров (последняя команда одной группы с предпоследней другой) матчи за право остаться в лиге.
Каждая матчевая встреча состоит из 6 встреч (4 — в одиночном разряде и 2 — в парном). В рещающих матчах, в случае ничьей по итогам этих встреч играется дополнительная парная встреча.
В 2010 году турнир стартовал 21 ноября.

## Участники турнира
| Клуб                    | Теннисистки | Клуб            | Теннисистки                                                                                        |
| ----------------------- | --- | --------------- | -------------------------------------------------------------------------------------------------- |
| Lagardère Paris Racing  | Селима Сфар Стефани Коэн-Алоро Виржини Раззано Юлия Федосова Амандин Эсс Петра Цетковская                                                                      | SCT Levallois   | Александра Дулгеру Сеголен Берже Анаис Лорендон Карла Мра Араван Резаи                             |
| TC Boulogne-Billancourt | Татьяна Малек Стефани Вонгсюти Клер де Губернати Шарлотт Родье Лора Рокки Лора Торп Тимея Бачински Штефани Фёгеле                                              | TC Cormontreuil | Марта Домаховска Екатерина Бычкова Ева Бирнерова Луция Градецкая Михаэла Паштикова Луция Шафаржова |
| TCM Denain              | Сибиль Баммер Мервана Югич-Салкич Кристина Барруа Анна-Лена Грёнефельд Андреа Петкович Энн Кремер Алиса Клейбанова Ализе Корне Селин Гескьер                   | TC Paris        | Альберта Брианти Мэнди Минелла Полин Пармантье Жюли Куэн Оливия Санчес Стефани Форетц-Гакон        |
| US Colomiers            | Татьяна Пряхин Лаура Поус-Тио Мария Елена Камерин Мария Кондратьева Магдалена Рыбарикова Валери Вошель Саманта Галинье Софи Левевр Селин Меран Рената Ворачова | US Orléans      | Энн Кеотавонг Анико Капрош Маргалита Чахнашвили Лина Станчюте Эстель Гисар Ирина Рамьялисон        |

## Ход соревнования

### 1-й этап

#### Группа А
| Поз. | Команда                 | Очки | Матчи | Сеты | Геймы | 1   | 2   | 3   | 4   |
| ---- | ----------------------- | ---- | ----- | ---- | ----- | --- | --- | --- | --- |
| 1.   | TCM Denain              | 9    | +12   | +21  | +78   | X   | 4:2 | 6:0 | 5:1 |
| 2.   | Lagardere Paris Racing  | 6    | +4    | +8   | +49   | 2:4 | X   | 6:0 | 3:3 |
| 3.   | TC Boulogne-Billancourt | 5    | −6    | −11  | −53   | 0:6 | 0:6 | X   | 6:0 |
| 4.   | US Colomiers            | 4    | −10   | −18  | −74   | 1:5 | 3:3 | 0:6 | X   |

#### Группа Б
| Поз. | Команда              | Очки | Матчи | Сеты | Геймы | 1   | 2   | 3   | 4   |
| ---- | -------------------- | ---- | ----- | ---- | ----- | --- | --- | --- | --- |
| 1.   | Levallois SCT        | 8    | +6    | +9   | +26   | X   | 3:3 | 4:2 | 5:1 |
| 2.   | Cormontreuil TC      | 7    | +4    | +10  | +32   | 3:3 | X   | 3:3 | 5:1 |
| 3.   | Tennis Club de Paris | 6    | 0     | 0    | +17   | 2:4 | 3:3 | X   | 4:2 |
| 4.   | US Orléans           | 3    | −10   | −19  | −75   | 1:5 | 1:5 | 2:4 | X   |

### 2-й этап

#### Финал
|                 |    | TCM Denain                           | SCT Levallois                   | Счёт        | Итог      |
| --------------- | -- | ------------------------------------ | ------------------------------- | ----------- | --------- |
| Одиночные матчи | 1. | Ализе Корне                          | Араван Резаи                    | 6:7 5:7     | 0-1       |
| Одиночные матчи | 2. | Андреа Петкович                      | Александра Дулгеру              | 6:7 4:6     | 0-2       |
| Одиночные матчи | 3. | Анна-Лена Грёнефельд                 | Анаис Лорендон                  | 7:6 2:6 6:4 | 1-2       |
| Одиночные матчи | 4. | Мервана Югич-Салкич                  | Сеголен Берже                   | 7:6 6:3     | 2-2       |
| Парные матчи    | 1. | Андреа Петкович Анна-Лена Грёнефельд | Анаис Лорендон Сеголен Берже    | 3:6 3:6     | 2-3 (0-1) |
| Парные матчи    | 2. | Ализе Корне Мервана Югич-Салкич      | Араван Резаи Александра Дулгеру | 5:7 2:6     | 2-4 (0-2) |

#### Матчи за 5-8 места
|                 |    | TC Boulogne-Billancourt | US Orléans           | Счёт    | Итог |
| --------------- | -- | ----------------------- | -------------------- | ------- | ---- |
| Одиночные матчи | 1. | Тимея Бачински          | Энн Кеотавонг        | 6:2 6:2 | 1-0  |
| Одиночные матчи | 2. | Штефани Фёгеле          | Маргалита Чахнашвили | 7:5 6:4 | 2-0  |
| Одиночные матчи | 3. | Лора Торп               | Эстель Гисар         | 6:2 6:2 | 3-0  |
| Одиночные матчи | 4. | Клер де Губернати       | Лина Станчюте        | 6:4 6:0 | 4-0  |

|                 |    | TC Paris             | US Colomiers      | Счёт    | Итог |
| --------------- | -- | -------------------- | ----------------- | ------- | ---- |
| Одиночные матчи | 1. | Полин Пармантье      | Мария Кондратьева | 6:3 6:2 | 1-0  |
| Одиночные матчи | 2. | Альберта Брианти     | Софи Лефевр       | 6:4 6:3 | 2-0  |
| Одиночные матчи | 3. | Оливия Санчес        | Валери Вошель     | 6:0 6:1 | 3-0  |
| Одиночные матчи | 4. | Стефани Форетц-Гакон | Селин Меран       | 6:1 6:0 | 4-0  |